# Pyhäjärvi (Nokia)
Pyhäjärvi je jezero v provincii Pirkanmaa na jihozápadě Finska. Jeho rozloha činí 122 km² a dosahuje hloubky do 50 m. Leží v nadmořské výšce 77 m.

## Pobřeží
Jezero má tvar písmene C.

## Ostrovy
Na jezeře je 295 ostrovů.

## Vodní režim
Převážná většina vody přitéká průtokem Tammerkoski (délka asi 1 km) s vodopády (výška až 18 m) z výše položeného jezera Näsijärvi. Odtok zajišťuje řeka Kokemäenjoki do Botnického zálivu Baltského moře. Jezero zamrzá od listopadu do dubna až května.

## Využití
Na břehu leží město Tampere. Je na něm rozvinutá místní vodní doprava.